# Aquae Cutiliae
Le Aquae Cutiliae (o Aquae Cutuliae), note anche come Terme di Cotilia o Terme di Vespasiano, sono delle sorgenti termali situate nella Piana di San Vittorino, tra il comune di Castel Sant'Angelo, dove sono situate le terme moderne, e il comune di Cittaducale, dove sorgono i resti di quelle antiche, in provincia di Rieti.

## Descrizione

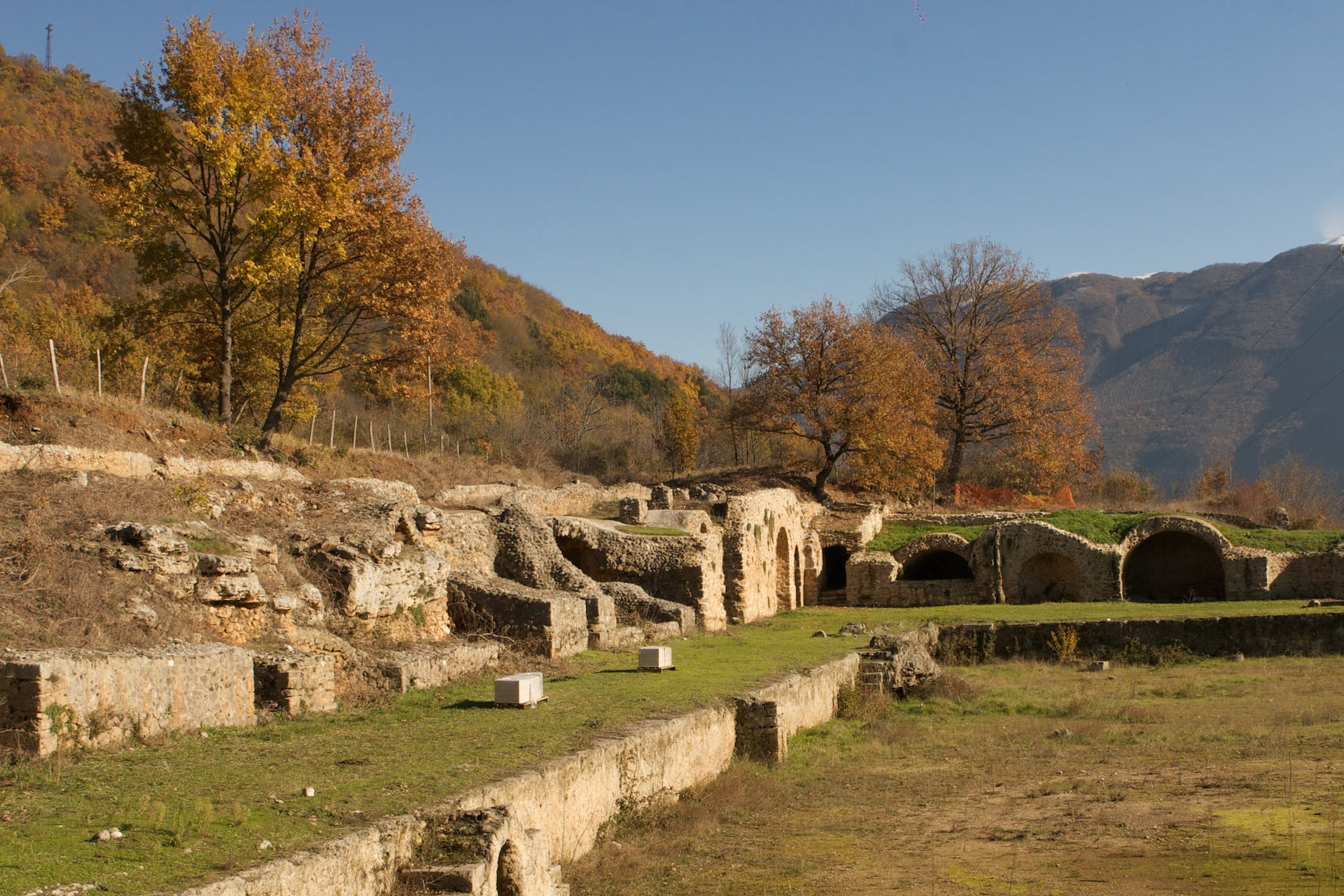
Le Terme di Vespasiano

Cutilia è citata da Dionigi di Alicarnasso come importante centro degli Aborigeni, che avrebbero abitato la Sabina, prima che vi arrivassero i Sabini.
Il lago di Paterno, adiacente a esse, era ritenuto il centro dell'Italia da alcuni scrittori classici quali Plinio, Seneca e Varrone; lo stesso lago (sacro alla dea sabina Vacuna e per questo reso inaccessibile con dei recinti) era rinomato per un'isoletta natante ricca di vegetazione che vi si trovava al centro.
I resti delle antiche terme di Cotilia si trovano nei pressi dei moderni edifici termali. Inoltre, altre parti di esse furono utilizzate dagli imperatori Vespasiano e Tito come luogo di villeggiatura durante gli ultimi anni della loro vita. I due grandi imperatori romani, amanti del luogo e della sua acqua, proprio in queste terme trascorsero gli ultimi giorni di vita passando al mondo dell'Ade.
La struttura, ben conservata, si estende per quattrocento metri di lunghezza ed è sviluppata su quattro terrazzamenti.
Nei pressi è stata rinvenuta una natatio, una piscina per il nuoto, di 60 per 34 metri, a cui si accedeva tramite alcuni gradini molto ripidi realizzati lungo i lati maggiori del bacino. Vi sono inoltre una serie di costruzioni, nicchie e ambienti che si raccolgono in un ambiente absidato che aveva probabilmente la funzione di ninfeo.

## Nella cultura di massa
Vari libri della saga letteraria Il destino dell'imperatore, di Robert Fabbri, che ha per protagonista Vespasiano, sono ambientati nelle Terme di Cotilia.